# Governo Sunila II
O governo Sunila II corresponde ao período da história política finlandesa que se inicia com a posse de Juho Sunila como primeiro-ministro, em 21 de março de 1931. Foi formado por uma coalização entre a Liga Agrária, o Partido da Coligação Nacional, o Partido Progressista Nacional e o Partido Popular Sueco, com base nos resultados das eleições parlamentares de 1930 e durou 635 dias, tendo seu fim em 14 de dezembro de 1932.
O resultado da eleição presidencial, que elegeu o ex-primeiro-ministro Pehr Evind Svinhufvud, foi inicialmente interpretado como sendo uma vitória do movimento de extrema-direita Lapua. No entanto, Svinhufvud recusou a dialogar com uma delegação do movimento e negociou a composição do governo apenas com grupos parlamentares.
O mandato de Sunila foi marcado por um período de recessão global, que se refletiu na vida de agricultores, proprietários de terra e trabalhadores rurais. O governo procurou contornar a situação com acordos e empréstimos financeiros. Ao mesmo tempo, as taxas de juros foram endurecidas para inibir os abusos cometidos por bancos e credores privados. Em dezembro de 1932, o governo entrou em colapso após a regulamentação das taxas de juros dos agricultores endividados. O primeiro-ministro apresentou uma proposta ao Parlamento, apoiada pela aliança camponesa. Contudo, mesmo assim, o governo renunciou. Até então, era o governo mais longevo da Finlândia.
Neste período, a Finlândia ganhou reputação com os Estados Unidos por pagar o empréstimo que tomou após a Primeira Guerra Mundial. Embora o pagamento da dívida não trouxesse nenhum benefício imediato para o próprio país, que sofria de falta de capital e era fracamente industrializado, foi útil em acordos de crédito subsequentes e especialmente no período de reconstrução após a Segunda Guerra Mundial.

## Composição
O governo Sunila II foi composto pelos seguintes ministros:
| Ministério                   | Ministro              | Período                                        | Partido                       |
| ---------------------------- | --------------------- | ---------------------------------------------- | ----------------------------- |
| Primeiro-ministro            | Juho Sunila           | 21 de março de 1931 - 14 de dezembro de 1932   | Liga Agrária                  |
| Relações Exteriores          | Aarno Yrjö-Koskinen   | 21 de março de 1931 - 14 de dezembro de 1932   | Partido da Coligação Nacional |
| Justiça                      | Toivo Mikael Kivimäki | 21 de março de 1931 - 14 de dezembro de 1932   | Partido Progressista Nacional |
| Interior                     | Ernst von Born        | 21 de março de 1931 - 14 de dezembro de 1932   | Partido Popular Sueco         |
| Defesa                       | Jalo Lahdensuo        | 21 de março de 1931 - 14 de dezembro de 1932   | Liga Agrária                  |
| Finanças                     | Kyösti Järvinen       | 21 de março de 1931 - 14 de dezembro de 1932   | Partido da Coligação Nacional |
| Educação                     | Antti Kukkonen        | 21 de março de 1931 - 14 de dezembro de 1932   | Liga Agrária                  |
| Agricultura                  | Sigurd Mattsson       | 21 de março de 1931 - 14 de dezembro de 1932   | Liga Agrária                  |
| Transportes e Obras Públicas | Juho Niukkanen        | 21 de março de 1931 - 14 de dezembro de 1932   | Liga Agrária                  |
| Comércio e Indústria         | Axel Palmgren         | 21 de março de 1931 - 14 de dezembro de 1932   | Partido Popular Sueco         |
| Assuntos Sociais             | Edvard Kilpeläinen    | 21 de março de 1931 - 3 de março de 1932       | Partido da Coligação Nacional |
| Assuntos Sociais             | Erkki Paavolainen     | 3 de março de 1932 - 20 de outubro de 1932     | Partido da Coligação Nacional |
| Assuntos Sociais             | Kalle Lohi            | 20 de outubro de 1932 - 14 de dezembro de 1932 | Liga Agrária                  |